# The Terminal List
The Terminal List (conocida como La lista terminal en Hispanoamérica y La lista final en España) es una serie de televisión estadounidense de acción y suspenso protagonizada por Chris Pratt, la cual está basada en la novela del mismo nombre de Jack Carr. Se estrenó en Prime Video el 1 de julio de 2022. La serie recibió críticas mixtas de los críticos. Dentro de las primeras dos semanas de su lanzamiento, The Terminal List se convirtió en el programa número uno en la lista Top 10 de Prime Video.

## Premisa
La serie sigue al teniente comandante James Reece (Chris Pratt) después de que su pelotón de Navy SEAL es emboscado durante una misión encubierta. Reece regresa a casa con su familia con recuerdos contradictorios del evento y preguntas sobre su culpabilidad. A medida que sale a la luz nueva evidencia, Reece descubre fuerzas oscuras que trabajan en su contra, poniendo en peligro no solo su vida sino también la vida de sus seres queridos.

## Reparto

### Principales
- Chris Pratt como el teniente comandante James Reece, un SEAL de la Marina de los EE. UU. con ocho despliegues de combate, y el comandante del pelotón alfa, el equipo SEAL 7 y la fuerza de trabajo Odin's Sword.
- Taylor Kitsch como Ben Edwards, un agente de la rama terrestre de la CIA, ex SEAL de la Marina y excompañero de equipo y compañero de clase de BUD / S de James Reece.
- Constance Wu como Katie Buranek, una experimentada corresponsal de guerra de Voltstream News
- Riley Keough como Lauren Reece, esposa de James Reece
- Arlo Mertz como Lucy Reece, la hija de James Reece
- Jeanne Tripplehorn como Lorraine Hartley, Secretaria de Defensa

### Recurrentes
- Nick Chinlund como el contraalmirante Gerald Pillar, comandante de WARCOM
- Matthew Rauch como el Capitán Leonard Howard, Juez Abogado General de WARCOM
- LaMonica Garrett como comandante Bill Cox, comandante del SEAL Team 7
- Patrick Schwarzenegger como operador de guerra especial de segunda clase Donald "Donny" Mitchell, el miembro más joven del pelotón alfa
- Jared Shaw como operador de guerra especial de primera clase Ernest "Boozer" Vickers, miembro de Alpha Platoon
- Tyner Rushing como Liz Riley, piloto de una aerolínea privada y ex suboficial de la rama de aviación del ejército de EE. UU., que fue rescatada en 2007 por el equipo de Reece cuando su Kiowa fue derribada en Irak.
- Arturo Castro como Jordan Groff, editor de Katie en Voltstream News
- Jai Courtney como Steve Horn, director ejecutivo y presidente de Capstone Industries
- Paul McCrane como el Dr. Mike Tedesco, director ejecutivo de Nubellum, una subsidiaria farmacéutica de Capstone Industries
- Stephen Bishop como Richard Fontana, funcionario del Departamento de Defensa y subordinado de Hartley.
- J.D. Pardo como Tony Layun, un agente especial del FBI y jefe de la Fuerza de Tarea contra Fugitivos de la oficina de campo de San Diego.
- Christina Vidal como Mackenzie 'Mac' Wilson, alguacil federal adjunto y socio de Layun en el Grupo de Trabajo de Fugitivos
- Drew Starkey como Junior Alba, un detective SDPD y subordinado de Layun en el Grupo de trabajo de fugitivos
- Alexis Louder como Nicole Deptul, una agente especial del FBI y subordinada de Layun en el Grupo de trabajo de fugitivos.
- Hiram A. Murray como Jackson, un contratista de seguridad en Talos Tactical de Steve Horn.

### Invitados
- Warren Kole como el agente especial del NCIS Josh Holder
- Justin Garza como suboficial, primera clase Víctor Ramírez, miembro del pelotón Alpha
- Tom Amandes como Vic Campbell, el padre de Lauren Reece
- Catherine Dyer como Rachel Campbell, la madre de Lauren Reece
- Marco Rodríguez como Marco Del Toro, un empresario mexicano y amigo de la familia de los Reece
- Sean Gunn como Saul Agnon, vicepresidente de Capstone Industries
- Carsten Norgaard como Elias Ryberg, un posible comprador de Nubellum Pharmaceuticals
- Geoff Pierson como el senador Joe Pryor, miembro del Subcomité de Defensa de Asignaciones del Senado
- Patricia de León como Paola Del Toro, esposa de Marco
- Renata Friedman como Anne Howard, la esposa del Capitán Howard
- Jack Yang como Brian Buranek, el hermano de Katie
- Nicole Steinwedell como Deborah Buranek, la cuñada de Katie
- Nate Boyer como Luke Malick, líder del equipo HRT del FBI
- Remi Adeleke como Terrell "Tee" Daniels, operador HRT del FBI
- Derek Phillips como el agente especial sénior del FBI Stephen Ramsay
- Butch Klein como Marcus Boykin, abogado y socio de Saul Agnon
- Jack Carr como Adrian Gordonis (es visible), un veterano de Marine Raider y contratista de seguridad en Talos Tacticals. Jack Carr es el autor y productor ejecutivo de The Terminal List, así como un ex oficial de los SEAL de la Marina.

## Producción
A principios de abril de 2020, se informó que la serie, protagonizada por Chris Pratt, estaba en desarrollo y buscaba un distribuidor. A principios de mayo de 2020, se informó que Amazon Prime Video consiguió la serie y Amazon Studios se uniría a la serie como estudio de producción y la serie estaba en proceso de armar una sala de escritores. Taylor Kitsch, Constance Wu, Jeanne Tripplehorn, Riley Keough y el cuñado de Pratt, Patrick Schwarzenegger, se unirían al elenco a principios de 2021. En junio de 2021, LaMonica Garrett, Alexis Louder, Tom Amandes, J.D. Pardo, Christina Vidal Mitchell, Jared Shaw, Catherine Dyer y Remi Adeleke se unieron al elenco en funciones recurrentes, mientras que Arlo Mertz fue elegido como un personaje regular de la serie. En julio de 2021, Jai Courtney se incorporó en un papel recurrente.
La fotografía principal de The Terminal List comenzó el 9 de marzo de 2021. A Chris Pratt se le pagó $ 1.4 millones por episodio.

## Recepción
El sitio web del agregador de reseñas Rotten Tomatoes informó un índice de aprobación del 43% con una calificación promedio de 5.6/10, según las reseñas de 46 críticos. El consenso de los críticos del sitio web dice: "Si bien Chris Pratt se compromete por completo con la misión de The Terminal List, la brusquedad implacable de este thriller no es carne ni patatas". Metacritic le otorgó una puntuación promedio ponderada de 40 sobre 100 según las reseñas de 25 críticos, lo que indica "reseñas mixtas o promedio". CinemaBlend.com resumió las reseñas diciendo que los críticos están de acuerdo en que la serie estaba firmemente en el género "Espectáculos para papás".
Dave Nemetz de TVLine criticó la serie y la calificó de "castigadoramente sombría y desesperadamente estúpida". Criticó la trama y la dirección de la serie y escribió: "La acción es sangrienta pero no emocionante, y la historia es desconcertante pero no interesante. En el medio, tenemos escenas familiares empalagosas y una conspiración de pintura por números que se vuelve más complicada pero no más atrapante". Daniel D'Addario de Variety lo llamó "una situación adusta y miserable, que sería difícil de tomar como una película de dos horas, y ha sido inexplicablemente 'rodeada hasta ocho horas". Dan Fienberg de The Hollywood Reporter describió la serie como recocida, tomando "ocho horas para un libro que fácilmente podría haberse adaptado en dos horas".
Liam Mathews de TV Guide calificó la serie con 7 de 10 y la comparó con otras series de Amazon Prime Video, Bosch, Reacher y Jack Ryan, y dijo: "Estos programas no persiguen premios Emmy, solo quieren entretener con una trama retorcida, algo emocionante". escenarios de acción y un personaje principal levemente complejo. También son tres de los programas más populares y exitosos del servicio. La última serie de Prime Video, The Terminal List, se ajusta a esa factura amigable para los padres a la perfección. Según los humildes estándares del género, The Terminal List es un éxito rotundo".
El autor Jack Carr respondió a la respuesta crítica mixta diciendo: "El índice de audiencia del 95 por ciento, el índice de audiencia, hace que todo valga la pena. No lo hicimos para los críticos".